# Дакс (регбийный клуб)
«Юньон Спортив Дакуаз» (фр. Union sportive dacquoise) — французский регбийный клуб из Альби, выступающий во второй по силе лиге страны, Про Д2. Команда, основанная в 1904 году, играет на стадионе «Стад Морис-Бойо», вмещающем 16 170 зрителей. Традиционные цвета — красный и белый.

## Достижения
- Чемпионат Франции
  - Финалист: 1956, 1961, 1963, 1966, 1973
- Шалёнж Ив дю Мануа
  - Победитель: 1957, 1959, 1969, 1971, 1982

## Финальные матчи

### Чемпионат Франции
| Date        | Winner          | Runner-up | Score | Venue                        | Spectators |
| 3 июня 1956 | Лурд            | Дакс      | 20-0  | «Стадьом Мунисипаль», Тулуза | 38,426     |
| 28 мая 1961 | Безье           | Дакс      | 6-3   | «Стад де Жерлан», Лион       | 35,000     |
| 2 июня 1963 | Стад Монтуа     | Дакс      | 9-6   | «Парк Лескюр», Бордо         | 39,000     |
| 22 мая 1966 | Ажен            | Дакс      | 9-8   | «Стадьом Мунисипаль», Тулуза | 28,803     |
| 20 мая 1973 | Стадосест Тарбе | Дакс      | 18-12 | «Стадьом Мунисипаль», Тулуза | 26,952     |

## Состав
Сезон 2013/14.

## Известные игроки
| - Ираклий Гиоргадзе - Лоран Травини - Морис Бойо - Бернар Лавинь - Абель Гишемарр - Морис Бирабен - Шарль Лаказадьё - Марсель Лусто - Эктор Фарг - Жозеф Оже - Поль Ласаоса | - Пьер Альбаладежо - Ролан Даррак - Жан Отат - Марсель Кассьед - Жан-Клод Лассерр - Клод Дурт - Жан-Пьер Люкс - Бернар Дютен - Жан-Луи Азарет - Пьер Дарбо - Жан-Пьер Бастья | - Бертран Вансонно - Лоран Родригес - Марс Салльфранк - Жан-Патрик Лекарбура - Жак Бегю - Доминик Буэ - Оливье Рума - Тьерри Лакруа - Ришар Дурт - Фабьен Пелу - Рафаэль Ибаньес | - Оливье Мань - Уго Моля - Паскаль Гьордани - Матьё Дурт - Жюльен Брюньо - Рено Бойу - Матьё Льевремон - Бенуа Огюст - Жан Башле - Паскаль Беро - Рюдольф Берек | - Леон Беро - Андре Бериль - Жан-Луи Беро - Жорж Капдепи - Жан Декло - Лоран Дьяз - Жан-Фредерик Дюбуа - Жерар Дюфо - Пьер Миньони - Ив Педроса |

## Форма
Основными клубными цветами являются красный и белый с момента образования команды. Их заимствовали у команды Даксской нормальной школы «Кокелико» (фр. Coquelicots, букв. Красные маки), существовавшей в 1890-е годы ещё до образования клуба «Дакс». Как правило, игроки носят регбийки кроваво-красного цвета и шорты белого цвета, вследствие чего о «Даксе» стали говорить «красные до самых глубин», вследствие чего появилось смешное и грубоватое прозвище «краснозадые» (фр. Culs rouges). В некоторых случаях «Дакс» использовал резервный комплект в виде белых регбиек и красных шорт в 1990-е годы и в Про Д2 с 2003 по 2007 годы.
| 1908—1909 | Историческая форма | 1990-е годы | 1999—2001 | 2001—2002 | 2002—2003 |

| 2005—2007 | 2007—2008 | 2008—2010 | 2010—2011 | 2011—2012 | 2012—2013 |

| 2013—2014 | 2014—2015 | 2015—2016 | 2016—2017 | 2017—2018 | 2018—2019 |

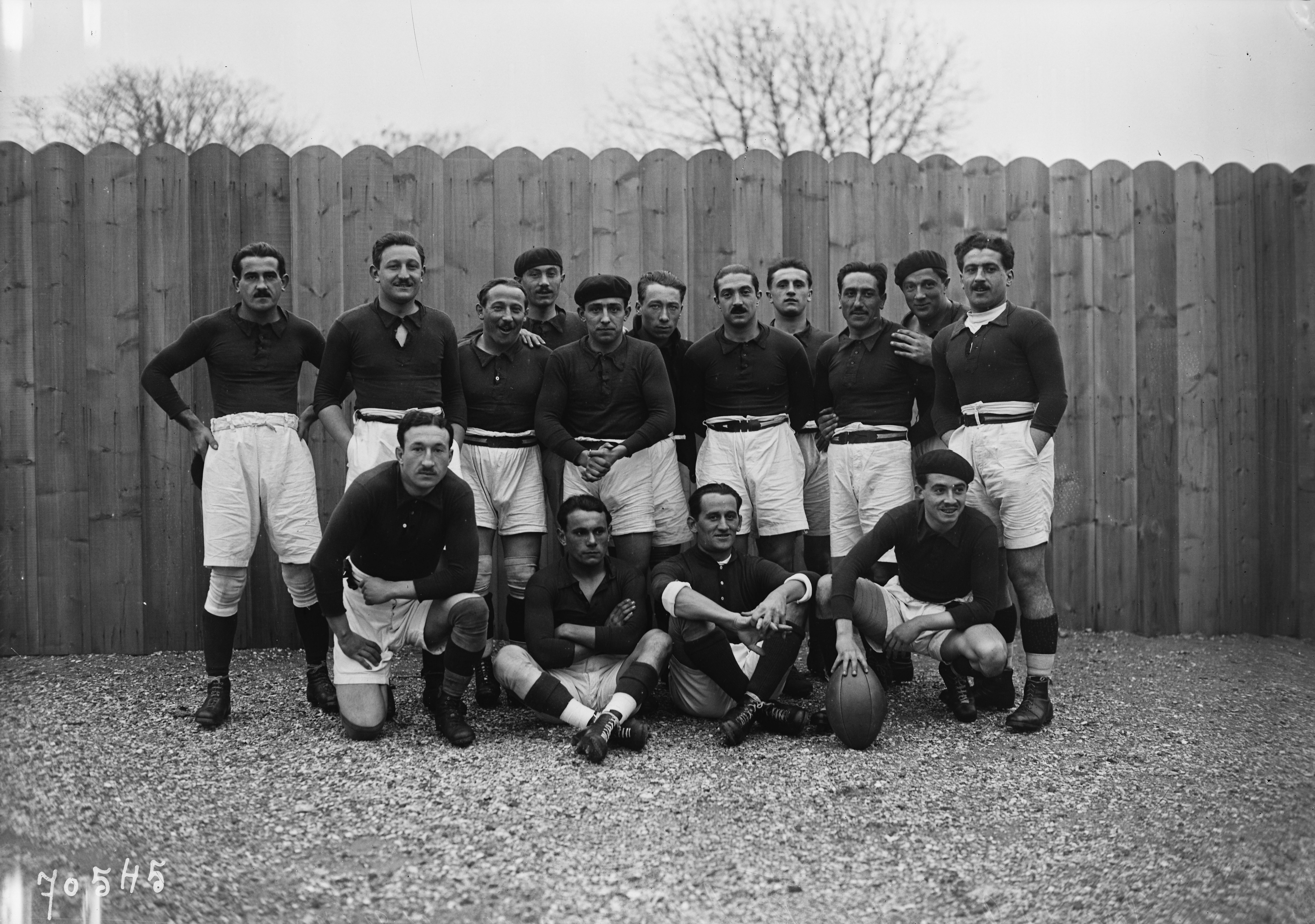
Команда в сезоне 1921/1922
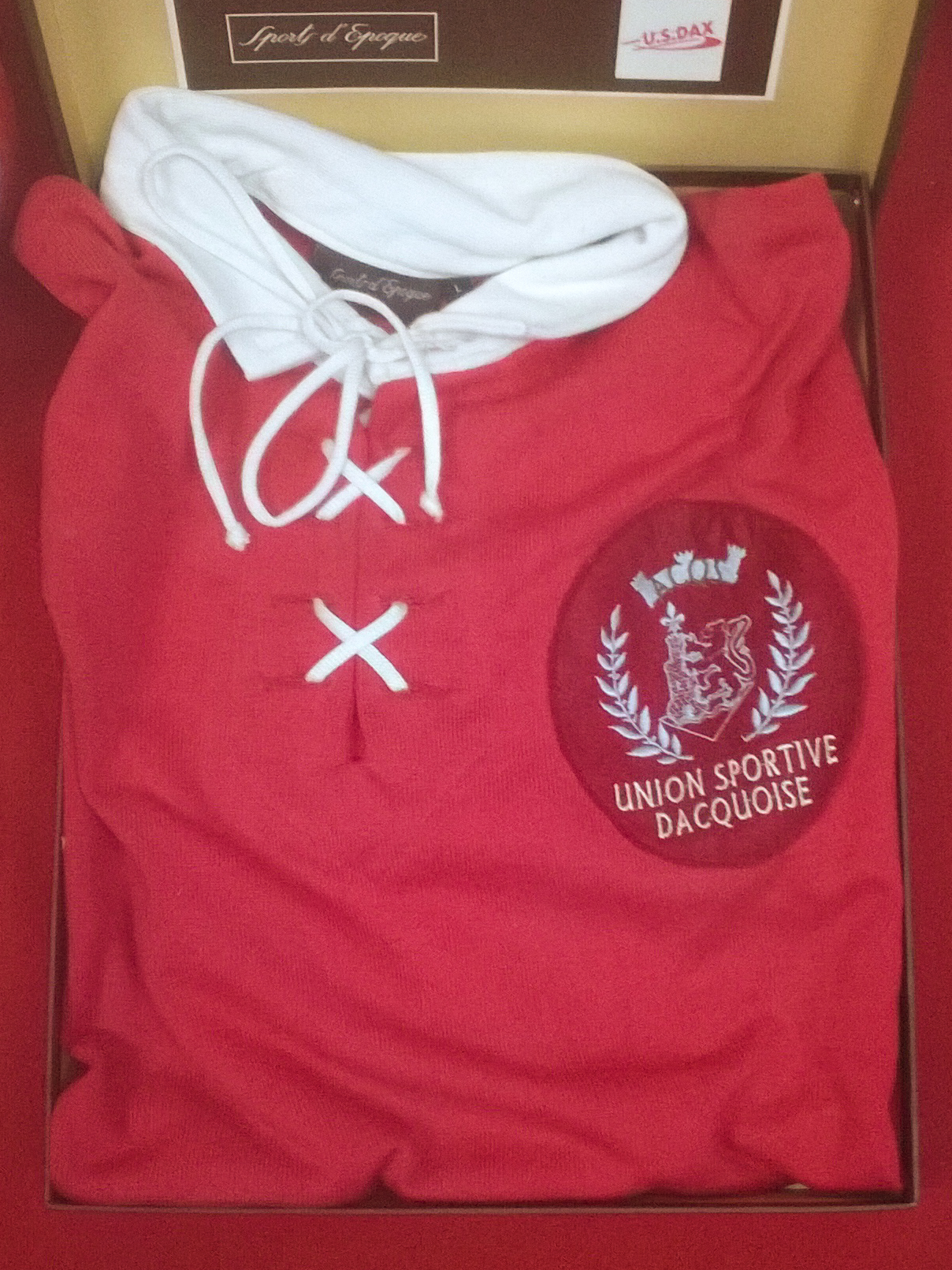
Реплика регбийки «Дакса» 1963 года[6].
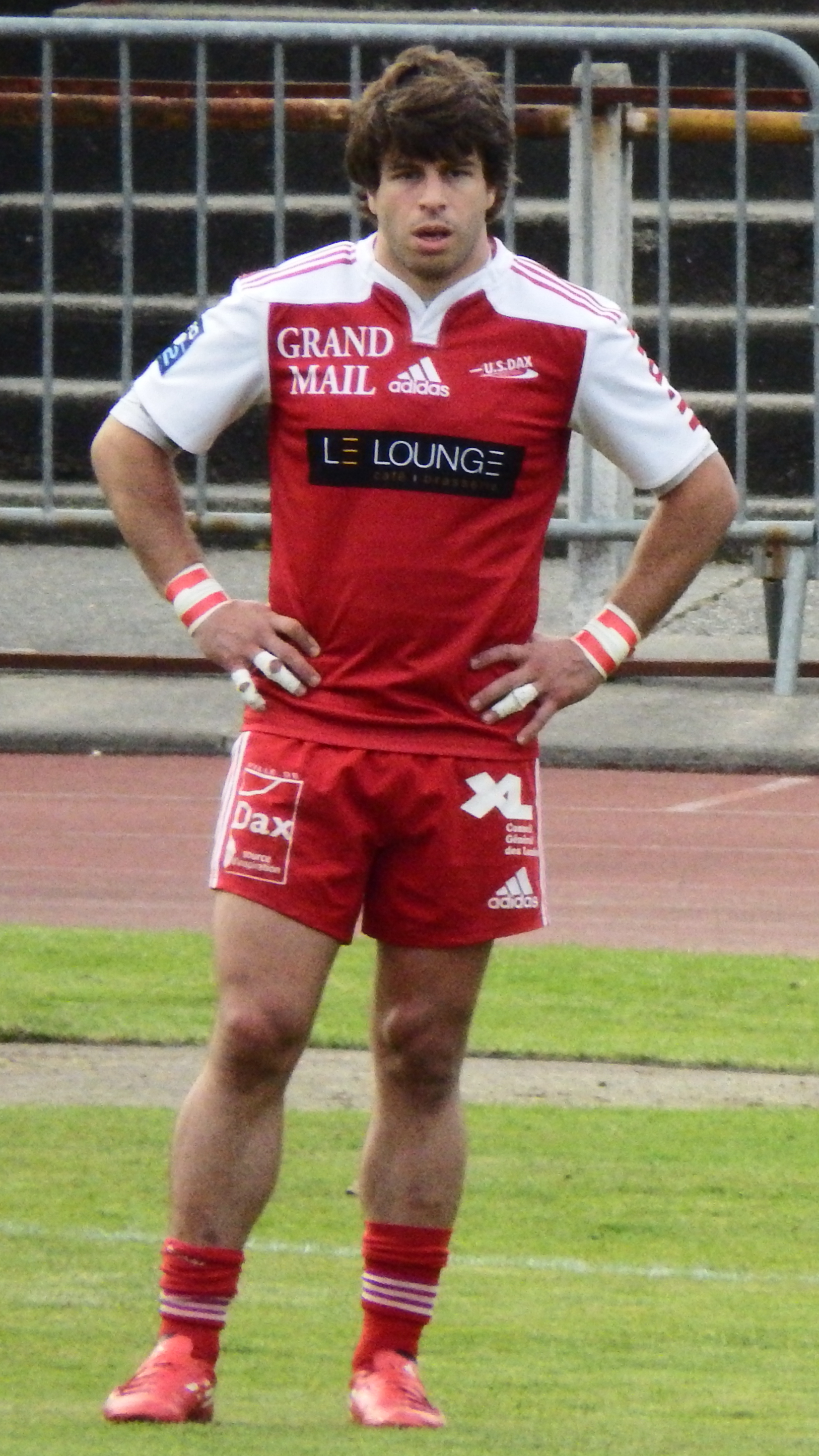
Матьё Буре в регбийке «Дакса» (сезон 2013/2014)
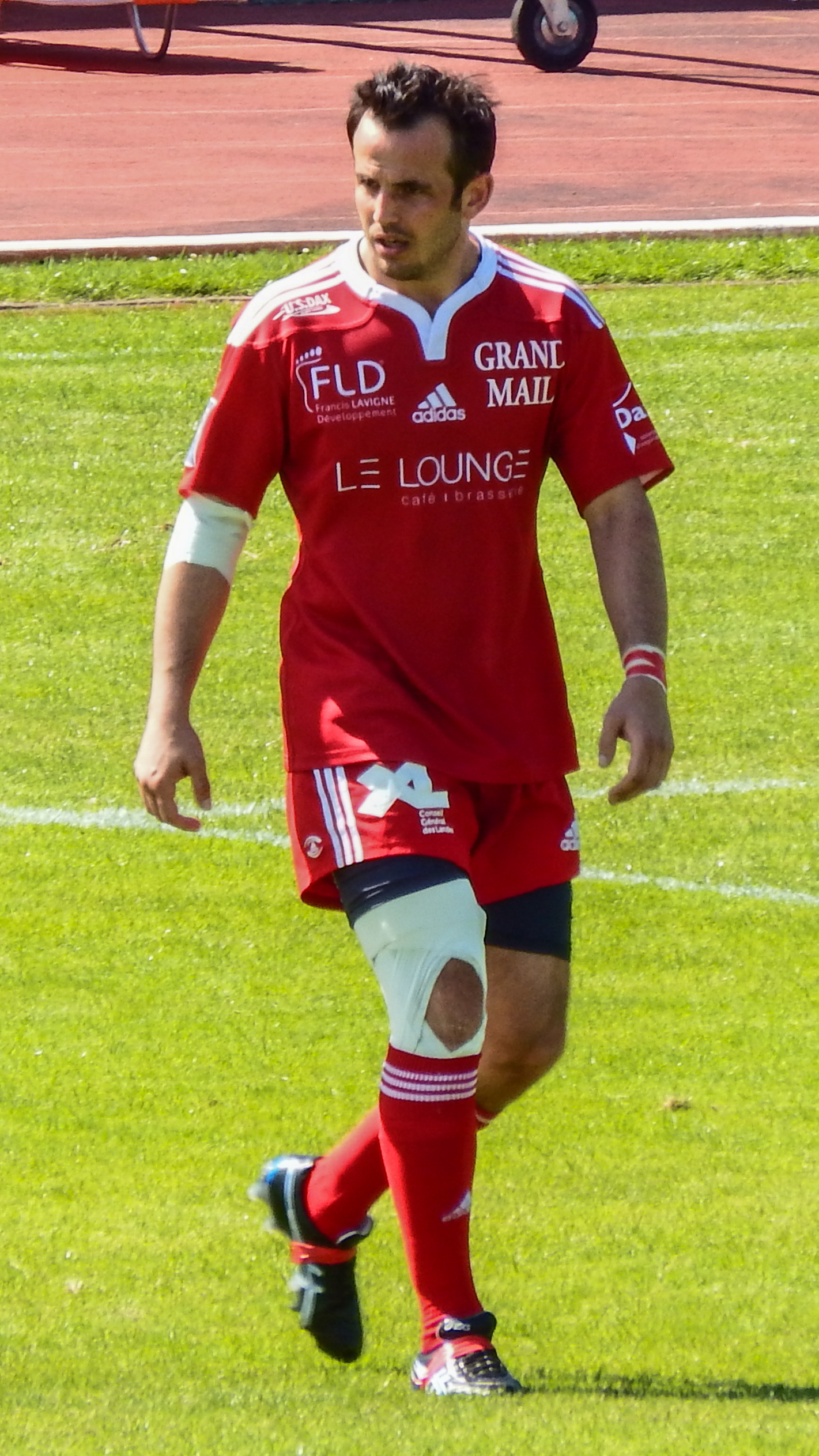
Жан-Матьё Алькальд в регбийке «Дакса» (сезон 2014/2015)
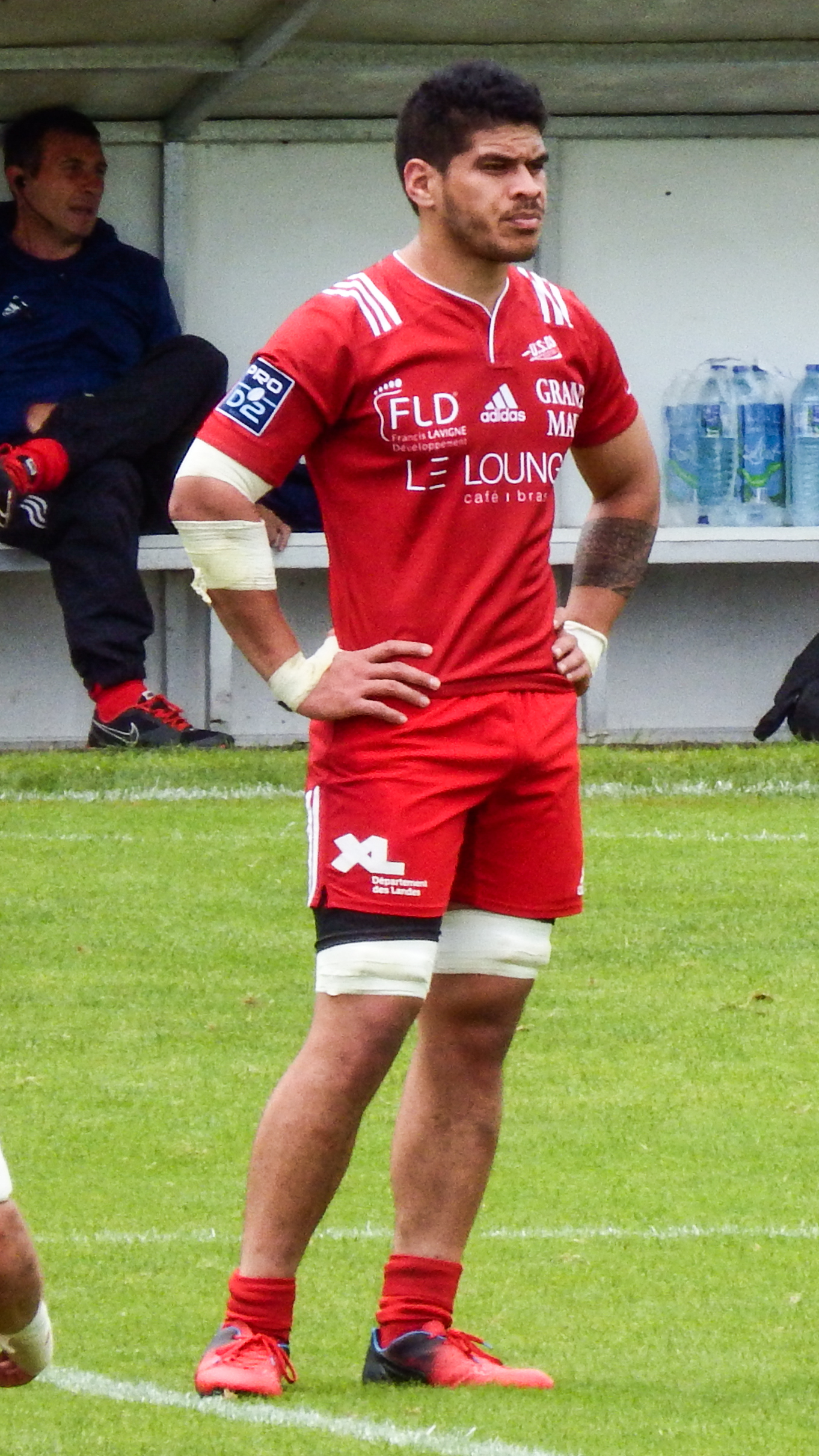
Филимо Таофифенуа в регбийке «Дакса» (сезон 2015/2016)
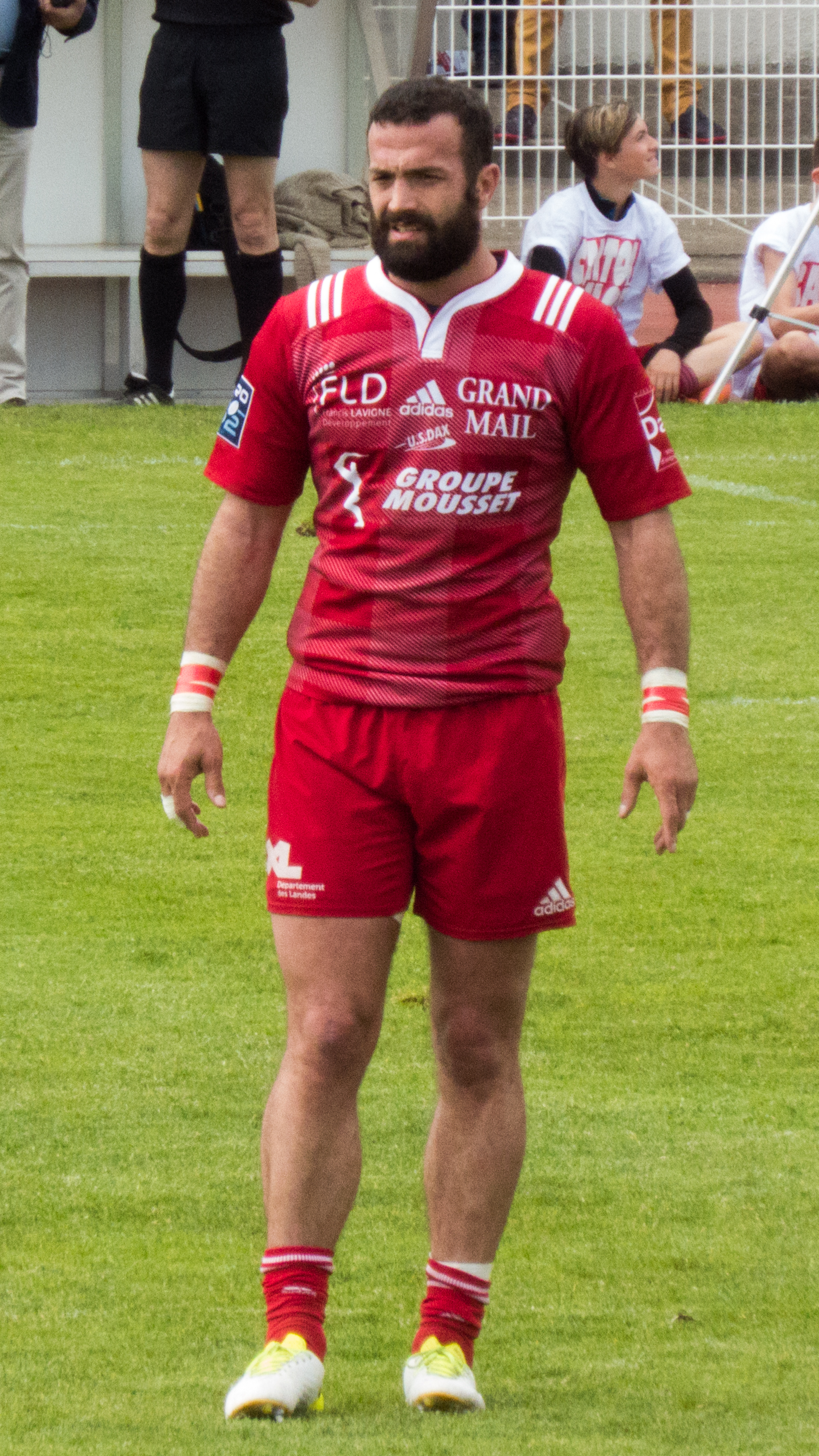
Оливье Огюст в регбийке «Дакса» (сезон 2017/2018)